# ラジオ沖縄
株式会社ラジオ沖縄（ラジオおきなわ、Radio Okinawa Corporation）は、沖縄県を放送対象地域として中波放送（AM放送）を行っている特定地上基幹放送事業者である。略称はROK。

## 概要
NRN系列の単独ネット。主要株主は、金秀本社（金秀グループ持株会社）・沖縄映像センター・琉球新報・文化放送・ニッポン放送など。
コールサインJOXRは、かつて三重県をサービスエリアとしたラジオ三重、後の近畿東海放送に指定されていたが、ラジオ東海（JOOF） と経営統合・合併による東海ラジオ放送（JOSF）の設立により廃止されたものを、本土復帰により日本の放送法によるコールサインに変更することとなり、使用することとなった。
過去にはCS放送スカイパーフェクTV!に衛星ラジオ放送「はいさい!ラジオ506」を設けて自社制作番組のみ同時放送（全国ネットの時間帯は別番組に差し替え）していたが、2001年9月で終了した。
沖縄テレビ放送（OTV） とは琉球新報を通じて友好関係にあり、直接の関係は薄いものの、沖縄テレビ主催のイベントに後援を行い、告知のラジオCMを当局で行うなどの事例がある。過去には日本放送協会のNHK紅白歌合戦のラジオ版のネット局として、沖縄放送協会開局前の第18回までは、OTVと同時に放送されていた。なお、番組自体は、復帰前で最後の第22回まで放送された。
1950年に開局した琉球の声放送（琉球放送（RBCiラジオ）の源流にあたる）において、当時の運営主体だった琉球大学財団から1954年に施設などを委託され放送をおこなった「沖縄放送株式会社」は、「ラジオ沖縄」と通称されていたが無関係である（なお「沖縄放送株式会社」は、同年内に「委託賃貸料の滞納」を理由に琉球大学財団との提携が解消されて間もなく消滅したが、（本項目の）ラジオ沖縄が開局する際に混乱や誤解が生じたこともあったという）。
1995年、AM放送事業をRBCラジオとの共同経営に一本化し、代わりに沖縄第4局の南西放送の経営に参画する計画もあったものの、頓挫した。
アメリカ統治下を含めた沖縄の民放AMラジオ局で唯一、日本語放送局のみの免許であり、過去に存在したものも含めて外国語放送局を持ったことがない（他の県内ラジオ局では、琉球放送が2波目の英語放送局KSBK（日本復帰後はJORO）を1973年10月まで、アメリカのプロテスタント系宗教放送局の支局であるFEBC沖縄放送局の英語局が復帰後の1977年1月まで、中国語局が日本復帰直前まで、それぞれ放送していた）。
主な受賞歴は、こちらを参照。

### 本社・支社所在地
本社
沖縄県那覇市西一丁目4番8号
東京支社
東京都中央区築地四丁目3番11号　うねめビル4階

### 聴取に関して
ROKの那覇本局の送信所は、南城市大里字大里（旧島尻郡大里村）にある。地理的関係から近隣諸国の混信が多く、1998年（平成10年）8月1日に那覇本局の周波数と出力を変更した。しかし、北海道放送（HBCラジオ）の旭川局・室蘭局・遠別局、福井放送の本局、東海ラジオ放送の豊橋局、信越放送の松本局、韓国KBSの江陵放送局等と同一周波数のため、電波が電離層を反射して届く夜間でも、奄美群島の一部を除き、沖縄県外での聴取は至難である。ただし、この状況を逆手に取った本土在住のBCL向け番組『ROK技術倶楽部』が2020年7月5日からスタートした。
那覇本局以外の中継局は、混信の影響を受けづらいFM波を使用している。いずれも琉球放送（RBCiラジオ）とほぼ同じ場所 にあり、送信出力も同様である。
かつては、当時用いていたNTTの中継回線が、3.4kHz帯域のアナログ専用線だったため、NRNのラインネット番組 の音質が悪く、まるで電話でラジオを聴いているような音声で聞き取りにくかった。その後、1997年 - 2000年にかけてBNEという放送局専用デジタル専用線に変わったため、改善した。同様のケースは各地方局の中継局にも見られる。

他の離島に中継局が整備されてからも、大東諸島には長らく中継局がなく、那覇本局を直接受信出来る時間帯は日中のみで、夜間は外国からの混信で難聴取状態下にあったが、2007年4月1日、南大東村に、NHK沖縄放送局・琉球放送と共同で、FM放送による南大東中継局が設置されたため、難聴取状態は解消された。
2017年1月30日からサービスを開始した博報堂DYメディアパートナーズが提供しているアプリ「ラジオクラウド」に当初より参加している。radikoも同年10月2日からFM沖縄と共に参入している。なお前述の『技術倶楽部』だけはradikoでのエリアフリーを含むリアルタイムでの配信は行うものの、そのポッドキャスト・タイムフリー・ラジオクラウドでの配信を行わず、なるべく地上波で聴くようにと求めている。
FM補完中継局に関しては、那覇本局送信所の鉄塔にFM送信機器を増備せず、また新規に鉄塔を設けず一般社団法人沖縄総合無線センターが所有している集中無線基地局鉄塔おきなわTOWER（南風原町新川）に送信所を設ける形で送信を行っている。

## 資本構成
企業・団体は当時の名称。出典：

### 2016年3月31日
| 資本金 | 発行済株式総数 | 株主数 |
| ------ | -------------- | ------ |
| 1億円  | 110,000株      | 102    |

| 株主             | 株式数   | 比率   |
| ---------------- | -------- | ------ |
| 金秀本社         | 30,400株 | 27.63% |
| 沖縄映像センター | 08,000株 | 07.27% |
| 琉球新報社       | 07,050株 | 06.40% |
| ニッポン放送     | 05,660株 | 05.14% |
| 文化放送         | 05,660株 | 05.14% |

## 沿革

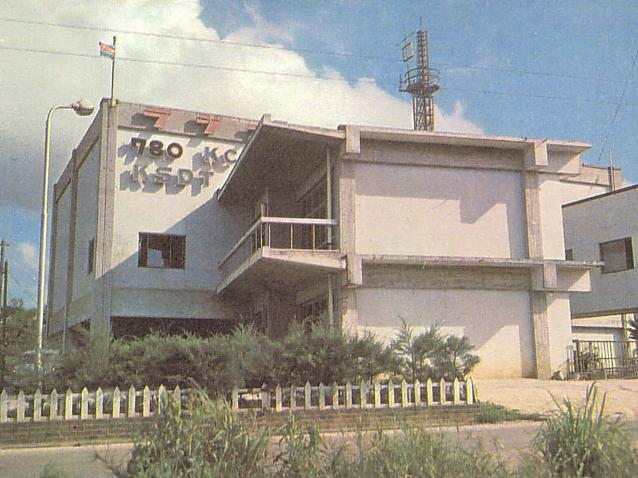
1960年代のラジオ沖縄社屋

- 1960年（昭和35年）7月1日 - 全国で43番目、沖縄で3番目に放送開始[注 10]（1370kc 3kW KSDT[注 11]）。同時に日本民間放送連盟の準加盟社として加盟する（当時のRBC・OTVも民放連準加盟社として加盟）[11]。当時の送信所は島尻郡豊見城村（現：豊見城市）字豊見城で支線式鉄塔だった。
- 1961年（昭和36年）5月20日 - この日と翌日の2日間、那覇市市制40周年記念行事として、奥武山球場で行われた沖縄で初のプロ野球「西鉄ライオンズvs東映フライヤーズ戦」をニッポン放送を通じて全国放送した[12]。
- 1962年（昭和37年）4月22日 - 最初の周波数変更と同時に出力を変更（1370kc 3kW → 780kc 5kW）。同時に送信所も豊見城村字豊見城から那覇市首里崎山町にあるOTV首里崎山送信所（1959年の開局と同時に供用開始。その当時は親局だった）に移転し送信機能を共有。沖縄の狭小土地と台風にも適した自立式鉄塔となる。
- 1965年（昭和40年）5月3日 - ラジオネットワークNRNに暫定加盟。
- 1972年（昭和47年）5月15日 - 本土復帰に伴い、コールサインをJOXRへ変更。同時に日本の放送局として正式にNRN・地方民間放送共同制作協議会（火曜会）に加盟。合わせて、日本民間放送連盟の正式な加盟社となる（火曜会はRBCも、民放連はRBC・OTVも、ともに同日に正式加盟となる）。
- 1977年（昭和52年）4月4日 - ニッポン放送製作の深夜放送「オールナイトニッポン」ネット放送開始。
- 1978年（昭和53年）11月23日 - 2度目の周波数変更（全国一斉9kHzステップ変更で780kHzから783kHzに、出力はそのまま5kW）。
- 1985年（昭和60年）6月1日 - これまで共用していた首里崎山送信所のOTV親局が豊見城村高安のNHK豊見城高安テレビ送信所に移転したため、首里崎山送信所はROK単独の送信所となる。
- 1988年（昭和63年）3月 - 社屋が那覇市泉崎から現在の那覇市西1-4-8に移転。旧社屋は道路拡張で取り壊され、跡地には、分譲マンションが建設された。同時期にその周辺に泉崎りうぼう（後のファミリーマートの店舗とふく薬品の店舗が入居する複合施設）が建設された。
- 1995年（平成7年）- 開局35周年を機に、ラジオ沖縄のロゴが開局以来初のCI（コーポレートアイデンティティ）を導入。沖縄の海をイメージした青い筆文字で「ROK」を型どった。同時に社名ロゴも刷新。2020年のロゴ再変更（後述）後の現在も一部の番組やラジオカーなどで使われている。
- 1997年（平成9年）4月27日 - CS放送・スカパー!（現・スカパー!プレミアムサービス）で「はいさい!ラジオ506」放送開始。
- 1998年（平成10年）8月1日 - 3度目の周波数変更と同時に出力を変更（783kHz 5kW → 864kHz 10kW）。同時に送信所を現在地に移転（那覇市首里崎山町→大里村大里（現南城市大里字大里））。
- 2001年（平成13年）
  - 4月1日 - ROK初の中継局、名護局、国頭局がFM波で開局[注 12]。
  - 9月30日 - 「はいさい!ラジオ506」放送終了。
- 2004年（平成16年）4月1日 - 石垣局、祖納局、与那国局が開局。
- 2005年（平成17年）4月1日 - 宮古地区に中継局が開局（伊良部町（現・宮古島市）に伊良部局、多良間村に多良間局）。
- 2007年（平成19年）
  - 4月1日 - 南大東局が開局（NHK沖縄放送局・RBCiラジオとセット）。
  - 9月 - 公式モバイルサイトがオープン。
- 2011年（平成23年）2月12日 - プロバスケットボールbjリーグ（当時）、琉球ゴールデンキングスのホームゲームを初めて生中継。
- 2016年（平成28年）5月31日 - 公式モバイルサイトが終了する。
- 2017年（平成29年）
  - 1月30日 - 「ラジオクラウド」に参加。
  - 10月2日 - 12:00からradikoの配信開始。同時に「radikoプレミアム」にも参加する[5]（全国配信されるのは、はいさいラジオ506以来16年振り）。
  - 11月20日 - ワイドFM放送「ROK那覇FM」に予備免許[13]。
  - 12月16日 - ワイドFM放送「ROK那覇FM」が開局（RBCiラジオと同時開局。当日は2局で合同特番を行った）。
- 2018年（平成30年）11月7日 - 『私宅監置・沖縄 ～扉が開くとき～』で2018年日本民間放送連盟賞ラジオ報道番組最優秀賞、ラジオ・準グランプリを受賞[14][15]。
- 2020年（令和2年）3月30日 - 同年7月1日の開局60周年を機に、ラジオ沖縄のロゴを25年ぶりに変更。外枠にメガホンを型どり上部右側に親局のFMとAMの周波数を記載。内側の社名には日本語版と英語版の2バージョンがあり、日本語版では文字のアクセントとして沖縄の太陽と海をイメージしたピンクと青の吹き出しを付け加えた波のような丸いフォルムを採用。英語版では「RADIO」と「OKINAWA」の2つの「O」に前者を青・後者をピンクに彩った文字を使い、ラジオ局（青）とリスナー（ピンク）の繋がりをイメージする仕上がりとした。なお、この日から公式サイトや琉球新報の広告などでお披露目した[16]。
- 2021年（令和3年）3月29日 - 「オールナイトニッポン0（ZERO）」と「上柳昌彦 あさぼらけ」のネット開始に伴い、月曜から金曜において通常終夜放送を開始[17]。週末はこれまで通り、放送休止時間を設ける。
- 2023年（令和5年）9月21日 - 『Basketball island OKINAWA～沖縄バスケ100年の歴史～』で2023年日本民間放送連盟賞番組部門ラジオエンタテインメント番組最優秀賞を受賞[18][19]。
- 2024年（令和6年）
  - 4月1日 - 石垣局が石垣市真栄里（於茂登岳）から石垣市大川（バンナ岳）へ移転、同時に周波数変更（87.8MHz → 79.9MHz）。川平局が開局。
  - 9月19日 - 『白線と青い海～早川さんと饒平名さんの730(ナナサンマル)』で2024年日本民間放送連盟賞番組部門ラジオ教養番組最優秀賞、11月6日に開催された第72回民間放送全国大会[20]の席上同賞ラジオ・グランプリに選ばれた[21]ほか『ひかり電話によるラジオ中継を行うためのルータ制御装置の開発』で技術部門優秀賞を受賞[22][23]。

## 周波数・出力
（那覇本局のみAM波で、中継局はすべてFM波）
| AM放送   | AM放送           | AM放送       | AM放送  | AM放送     | AM放送                 | AM放送   |
| 地区     | 親局             | コールサイン | 周波数  | 空中線電力 | 備考                   | 備考     |
| -------- | ---------------- | ------------ | ------- | ---------- | ---------------------- | -------- |
| 沖縄本島 | 那覇             | JOXR         | 864kHz  | 10kW       |                        |          |
| FM放送   |                  |              |         |            |                        |          |
| 地区     | 中継局           | コールサイン | 周波数  | 空中線電力 | 備考                   | 備考     |
| 沖縄本島 | 那覇（ワイドFM） |              | 93.1MHz | 1kW        | 2017年12月16日放送開始 |          |
| 沖縄本島 | 名護             |              | 80.1MHz | 100W       | 2001年4月放送開始      | モノラル |
| 沖縄本島 | 国頭             |              | 86.3MHz | 100W       | 2001年4月放送開始      | モノラル |
| 先島諸島 | 伊良部           |              | 84.1MHz | 100W       | 2005年4月放送開始      | モノラル |
| 先島諸島 | 多良間           |              | 83.6MHz | 3W         | 2005年4月放送開始      | モノラル |
| 先島諸島 | 石垣             |              | 79.9MHz | 100W       | 2004年4月放送開始      | [ 30 ]   |
| 先島諸島 | 川平             |              | 79.9MHz | 100W       | 2024年4月放送開始      | [ 31 ]   |
| 先島諸島 | 祖納             |              | 81.5MHz | 10W        | 2004年4月放送開始      | [ 32 ]   |
| 先島諸島 | 与那国           |              | 79.5MHz | 10W        | 2004年4月放送開始      | [ 33 ]   |
| 大東諸島 | 南大東           |              | 79.6MHz | 100W       | 2007年4月放送開始      | モノラル |

## 現在放送中の番組
2025年4月期改編時点。自社制作番組は太字。通常の放送時間は、平日24時間（5時起点）。土曜日5時起点-27時（日曜3時）、日曜日5時-24時30分（月曜0時30分）であるが、日曜日は大規模なメンテナンスが行なわれる場合、24時（月曜0時）に終了を繰り上げる場合がある。

### 平日
| 時 | 分 | 月曜日 | 火曜日 | 水曜日 | 木曜日 | 金曜日 |
| -- | -- | --- | --- | --- | --- | --- |
| 5  | 00 | 5:00 暁で〜びる | 5:00 暁で〜びる | 5:00 暁で〜びる | 5:00 暁で〜びる | 5:00 暁で〜びる |
| 6  | 00 | 5:00 暁で〜びる | 5:00 暁で〜びる | 5:00 暁で〜びる | 5:00 暁で〜びる | 5:00 暁で〜びる |
| 6  | 50 | 6:50 快適生活ラジオショッピング | 6:50 快適生活ラジオショッピング | 6:50 快適生活ラジオショッピング | 6:50 快適生活ラジオショッピング | 6:50 快適生活ラジオショッピング |
| 6  | 55 | 6:55 SPLASH!!! ▽7:20 情報宝島（ニッポン放送） ▽7:50 宮内一郎のモーニングセミナー ▽8:15 武田鉄矢・今朝の三枚おろし（文化放送） ▽8:40 金子耕弐のファミリートーク ▽8:55 はーい達者ですよ 千坂英輝のヘルシートーク | 6:55 SPLASH!!! ▽7:20 情報宝島（ニッポン放送） ▽7:50 宮内一郎のモーニングセミナー ▽8:15 武田鉄矢・今朝の三枚おろし（文化放送） ▽8:40 金子耕弐のファミリートーク ▽8:55 はーい達者ですよ 千坂英輝のヘルシートーク | 6:55 SPLASH!!! ▽7:20 情報宝島（ニッポン放送） ▽7:50 宮内一郎のモーニングセミナー ▽8:15 武田鉄矢・今朝の三枚おろし（文化放送） ▽8:40 金子耕弐のファミリートーク ▽8:55 はーい達者ですよ 千坂英輝のヘルシートーク | 6:55 SPLASH!!! ▽7:20 情報宝島（ニッポン放送） ▽7:50 宮内一郎のモーニングセミナー ▽8:15 武田鉄矢・今朝の三枚おろし（文化放送） ▽8:40 金子耕弐のファミリートーク ▽8:55 はーい達者ですよ 千坂英輝のヘルシートーク | 6:55 SPLASH!!! ▽7:20 情報宝島（ニッポン放送） ▽7:50 宮内一郎のモーニングセミナー ▽8:15 武田鉄矢・今朝の三枚おろし（文化放送） ▽8:40 金子耕弐のファミリートーク ▽8:55 はーい達者ですよ 千坂英輝のヘルシートーク |
| 7  | 00 | 6:55 SPLASH!!! ▽7:20 情報宝島（ニッポン放送） ▽7:50 宮内一郎のモーニングセミナー ▽8:15 武田鉄矢・今朝の三枚おろし（文化放送） ▽8:40 金子耕弐のファミリートーク ▽8:55 はーい達者ですよ 千坂英輝のヘルシートーク | 6:55 SPLASH!!! ▽7:20 情報宝島（ニッポン放送） ▽7:50 宮内一郎のモーニングセミナー ▽8:15 武田鉄矢・今朝の三枚おろし（文化放送） ▽8:40 金子耕弐のファミリートーク ▽8:55 はーい達者ですよ 千坂英輝のヘルシートーク | 6:55 SPLASH!!! ▽7:20 情報宝島（ニッポン放送） ▽7:50 宮内一郎のモーニングセミナー ▽8:15 武田鉄矢・今朝の三枚おろし（文化放送） ▽8:40 金子耕弐のファミリートーク ▽8:55 はーい達者ですよ 千坂英輝のヘルシートーク | 6:55 SPLASH!!! ▽7:20 情報宝島（ニッポン放送） ▽7:50 宮内一郎のモーニングセミナー ▽8:15 武田鉄矢・今朝の三枚おろし（文化放送） ▽8:40 金子耕弐のファミリートーク ▽8:55 はーい達者ですよ 千坂英輝のヘルシートーク | 6:55 SPLASH!!! ▽7:20 情報宝島（ニッポン放送） ▽7:50 宮内一郎のモーニングセミナー ▽8:15 武田鉄矢・今朝の三枚おろし（文化放送） ▽8:40 金子耕弐のファミリートーク ▽8:55 はーい達者ですよ 千坂英輝のヘルシートーク |
| 8  | 00 | 6:55 SPLASH!!! ▽7:20 情報宝島（ニッポン放送） ▽7:50 宮内一郎のモーニングセミナー ▽8:15 武田鉄矢・今朝の三枚おろし（文化放送） ▽8:40 金子耕弐のファミリートーク ▽8:55 はーい達者ですよ 千坂英輝のヘルシートーク | 6:55 SPLASH!!! ▽7:20 情報宝島（ニッポン放送） ▽7:50 宮内一郎のモーニングセミナー ▽8:15 武田鉄矢・今朝の三枚おろし（文化放送） ▽8:40 金子耕弐のファミリートーク ▽8:55 はーい達者ですよ 千坂英輝のヘルシートーク | 6:55 SPLASH!!! ▽7:20 情報宝島（ニッポン放送） ▽7:50 宮内一郎のモーニングセミナー ▽8:15 武田鉄矢・今朝の三枚おろし（文化放送） ▽8:40 金子耕弐のファミリートーク ▽8:55 はーい達者ですよ 千坂英輝のヘルシートーク | 6:55 SPLASH!!! ▽7:20 情報宝島（ニッポン放送） ▽7:50 宮内一郎のモーニングセミナー ▽8:15 武田鉄矢・今朝の三枚おろし（文化放送） ▽8:40 金子耕弐のファミリートーク ▽8:55 はーい達者ですよ 千坂英輝のヘルシートーク | 6:55 SPLASH!!! ▽7:20 情報宝島（ニッポン放送） ▽7:50 宮内一郎のモーニングセミナー ▽8:15 武田鉄矢・今朝の三枚おろし（文化放送） ▽8:40 金子耕弐のファミリートーク ▽8:55 はーい達者ですよ 千坂英輝のヘルシートーク |
| 9  | 15 | 9:15 ぬちぐすい女子たい | 9:15 ぬちぐすい女子たい | 9:15 ぬちぐすい女子たい | 9:15 ぬちぐすい女子たい | 9:15 琉球補聴器 みみハピ! |
| 9  | 25 | 9:25 快適生活ラジオショッピング | 9:25 快適生活ラジオショッピング | 9:25 快適生活ラジオショッピング | 9:25 快適生活ラジオショッピング | 9:25 快適生活ラジオショッピング |
| 9  | 30 | 9:30 〜 Enjoy Everyday 〜 まいたの ▽10:50 前田すえこのこだわり健康ジョッキー | 9:30 〜 Enjoy Everyday 〜 まいたの ▽10:50 前田すえこのこだわり健康ジョッキー | 9:30 〜 Enjoy Everyday 〜 まいたの ▽10:50 前田すえこのこだわり健康ジョッキー | 9:30 〜 Enjoy Everyday 〜 まいたの ▽10:50 前田すえこのこだわり健康ジョッキー | 9:30 〜 Enjoy Everyday 〜 まいたの ▽10:50 前田すえこのこだわり健康ジョッキー |
| 10 | 00 | 9:30 〜 Enjoy Everyday 〜 まいたの ▽10:50 前田すえこのこだわり健康ジョッキー | 9:30 〜 Enjoy Everyday 〜 まいたの ▽10:50 前田すえこのこだわり健康ジョッキー | 9:30 〜 Enjoy Everyday 〜 まいたの ▽10:50 前田すえこのこだわり健康ジョッキー | 9:30 〜 Enjoy Everyday 〜 まいたの ▽10:50 前田すえこのこだわり健康ジョッキー | 9:30 〜 Enjoy Everyday 〜 まいたの ▽10:50 前田すえこのこだわり健康ジョッキー |
| 11 | 00 | 9:30 〜 Enjoy Everyday 〜 まいたの ▽10:50 前田すえこのこだわり健康ジョッキー | 9:30 〜 Enjoy Everyday 〜 まいたの ▽10:50 前田すえこのこだわり健康ジョッキー | 9:30 〜 Enjoy Everyday 〜 まいたの ▽10:50 前田すえこのこだわり健康ジョッキー | 9:30 〜 Enjoy Everyday 〜 まいたの ▽10:50 前田すえこのこだわり健康ジョッキー | 9:30 〜 Enjoy Everyday 〜 まいたの ▽10:50 前田すえこのこだわり健康ジョッキー |
| 11 | 30 | 11:30 テレフォン人生相談（ニッポン放送） | 11:30 テレフォン人生相談（ニッポン放送） | 11:30 テレフォン人生相談（ニッポン放送） | 11:30 テレフォン人生相談（ニッポン放送） | 11:30 テレフォン人生相談（ニッポン放送） |
| 11 | 50 | 11:50 ラジオ県民室 | 11:50 ラジオ県民室 | 11:50 ラジオ県民室 | 11:50 ラジオ県民室 | 11:50 ラジオ県民室 |
| 11 | 55 | 11:55 快適生活ラジオショッピング | 11:55 快適生活ラジオショッピング | 11:55 快適生活ラジオショッピング | 11:55 快適生活ラジオショッピング | 11:55 快適生活ラジオショッピング |
| 12 | 00 | 12:00 ティーサージ・パラダイス ▽12:50 沖縄ホーメルおしゃべりkitchen ▽13:00 方言ニュース | 12:00 ティーサージ・パラダイス ▽12:50 沖縄ホーメルおしゃべりkitchen ▽13:00 方言ニュース | 12:00 ティーサージ・パラダイス ▽12:50 沖縄ホーメルおしゃべりkitchen ▽13:00 方言ニュース | 12:00 ティーサージ・パラダイス ▽12:50 沖縄ホーメルおしゃべりkitchen ▽13:00 方言ニュース | 12:00 ティーサージ・パラダイス ▽12:50 沖縄ホーメルおしゃべりkitchen ▽13:00 方言ニュース |
| 13 | 00 | 12:00 ティーサージ・パラダイス ▽12:50 沖縄ホーメルおしゃべりkitchen ▽13:00 方言ニュース | 12:00 ティーサージ・パラダイス ▽12:50 沖縄ホーメルおしゃべりkitchen ▽13:00 方言ニュース | 12:00 ティーサージ・パラダイス ▽12:50 沖縄ホーメルおしゃべりkitchen ▽13:00 方言ニュース | 12:00 ティーサージ・パラダイス ▽12:50 沖縄ホーメルおしゃべりkitchen ▽13:00 方言ニュース | 12:00 ティーサージ・パラダイス ▽12:50 沖縄ホーメルおしゃべりkitchen ▽13:00 方言ニュース |
| 14 | 00 | 12:00 ティーサージ・パラダイス ▽12:50 沖縄ホーメルおしゃべりkitchen ▽13:00 方言ニュース | 12:00 ティーサージ・パラダイス ▽12:50 沖縄ホーメルおしゃべりkitchen ▽13:00 方言ニュース | 12:00 ティーサージ・パラダイス ▽12:50 沖縄ホーメルおしゃべりkitchen ▽13:00 方言ニュース | 12:00 ティーサージ・パラダイス ▽12:50 沖縄ホーメルおしゃべりkitchen ▽13:00 方言ニュース | 12:00 ティーサージ・パラダイス ▽12:50 沖縄ホーメルおしゃべりkitchen ▽13:00 方言ニュース |
| 14 | 20 | 14:20 気ままにウィークリー | 14:20 気ままにウィークリー | 14:20 気ままにウィークリー | 14:20 気ままにウィークリー | 14:20 気ままにウィークリー |
| 14 | 30 | 14:30 華華天国 ▽15:15 ハイタイ!美ら菜タイム | 14:30 華華天国 ▽15:15 ハイタイ!美ら菜タイム | 14:30 華華天国 ▽15:15 ハイタイ!美ら菜タイム | 14:30 華華天国 ▽15:15 ハイタイ!美ら菜タイム | 14:30 華華天国 ▽15:15 ハイタイ!美ら菜タイム |
| 15 | 00 | 14:30 華華天国 ▽15:15 ハイタイ!美ら菜タイム | 14:30 華華天国 ▽15:15 ハイタイ!美ら菜タイム | 14:30 華華天国 ▽15:15 ハイタイ!美ら菜タイム | 14:30 華華天国 ▽15:15 ハイタイ!美ら菜タイム | 14:30 華華天国 ▽15:15 ハイタイ!美ら菜タイム |
| 16 | 00 | 14:30 華華天国 ▽15:15 ハイタイ!美ら菜タイム | 14:30 華華天国 ▽15:15 ハイタイ!美ら菜タイム | 14:30 華華天国 ▽15:15 ハイタイ!美ら菜タイム | 14:30 華華天国 ▽15:15 ハイタイ!美ら菜タイム | 14:30 華華天国 ▽15:15 ハイタイ!美ら菜タイム |
| 16 | 35 | 16:35 健康テンミニッツ | 16:35 健康テンミニッツ | 16:35 健康テンミニッツ | 16:35 健康テンミニッツ | 16:35 南の島で、お肌にイーノ! |
| 16 | 45 | 16:45 あなたにハッピー・メロディ（ニッポン放送） | 16:45 あなたにハッピー・メロディ（ニッポン放送） | 16:45 あなたにハッピー・メロディ（ニッポン放送） | 16:45 あなたにハッピー・メロディ（ニッポン放送） | 16:45 あなたにハッピー・メロディ（ニッポン放送） |
| 16 | 55 | 16:55 ユーグラデーションタイム チョイス!! ▽17:00 ニュース・パレード（文化放送） ▽17:45 子ども会ラジオニュース ▽18:00 ROKニュースフラッシュ                                                                     | 16:55 ユーグラデーションタイム チョイス!! ▽17:00 ニュース・パレード（文化放送） ▽17:45 子ども会ラジオニュース ▽18:00 ROKニュースフラッシュ                                                                     | 16:55 ユーグラデーションタイム チョイス!! ▽17:00 ニュース・パレード（文化放送） ▽17:45 子ども会ラジオニュース ▽18:00 ROKニュースフラッシュ                                                                     | 16:55 ユーグラデーションタイム チョイス!! ▽17:00 ニュース・パレード（文化放送） ▽17:45 子ども会ラジオニュース ▽18:00 ROKニュースフラッシュ                                                                     | 16:55 ユーグラデーションタイム チョイス!! ▽17:00 ニュース・パレード（文化放送） ▽17:45 子ども会ラジオニュース ▽18:00 ROKニュースフラッシュ                                                                     |
| 17 | 00 | 16:55 ユーグラデーションタイム チョイス!! ▽17:00 ニュース・パレード（文化放送） ▽17:45 子ども会ラジオニュース ▽18:00 ROKニュースフラッシュ                                                                     | 16:55 ユーグラデーションタイム チョイス!! ▽17:00 ニュース・パレード（文化放送） ▽17:45 子ども会ラジオニュース ▽18:00 ROKニュースフラッシュ                                                                     | 16:55 ユーグラデーションタイム チョイス!! ▽17:00 ニュース・パレード（文化放送） ▽17:45 子ども会ラジオニュース ▽18:00 ROKニュースフラッシュ                                                                     | 16:55 ユーグラデーションタイム チョイス!! ▽17:00 ニュース・パレード（文化放送） ▽17:45 子ども会ラジオニュース ▽18:00 ROKニュースフラッシュ                                                                     | 16:55 ユーグラデーションタイム チョイス!! ▽17:00 ニュース・パレード（文化放送） ▽17:45 子ども会ラジオニュース ▽18:00 ROKニュースフラッシュ                                                                     |
| 18 | 00 | 16:55 ユーグラデーションタイム チョイス!! ▽17:00 ニュース・パレード（文化放送） ▽17:45 子ども会ラジオニュース ▽18:00 ROKニュースフラッシュ                                                                     | 16:55 ユーグラデーションタイム チョイス!! ▽17:00 ニュース・パレード（文化放送） ▽17:45 子ども会ラジオニュース ▽18:00 ROKニュースフラッシュ                                                                     | 16:55 ユーグラデーションタイム チョイス!! ▽17:00 ニュース・パレード（文化放送） ▽17:45 子ども会ラジオニュース ▽18:00 ROKニュースフラッシュ                                                                     | 16:55 ユーグラデーションタイム チョイス!! ▽17:00 ニュース・パレード（文化放送） ▽17:45 子ども会ラジオニュース ▽18:00 ROKニュースフラッシュ                                                                     | 16:55 ユーグラデーションタイム チョイス!! ▽17:00 ニュース・パレード（文化放送） ▽17:45 子ども会ラジオニュース ▽18:00 ROKニュースフラッシュ                                                                     |
| 18 | 20 | 18:20 いらみなぜんこの童謡ものがたり | 18:20 いらみなぜんこの童謡ものがたり | 18:20 いらみなぜんこの童謡ものがたり | 18:20 いらみなぜんこの童謡ものがたり | 18:20 いらみなぜんこの童謡ものがたり |
| 18 | 25 | 18:25 GO!GO!ダウンタウン 国際通り発 | 18:25 GO!GO!ダウンタウン 国際通り発 | 18:25 GO!GO!ダウンタウン 国際通り発 | 18:25 GO!GO!ダウンタウン 国際通り発 | 18:25 GO!GO!ダウンタウン 国際通り発 |
| 18 | 30 | 18:30 淳奈6時半から飲むけど!?じゅんにな〜!? | 18:30 ユーグラデーションタイム チョイス!! 第2部 | 18:30 ユーグラデーションタイム チョイス!! 第2部 | 18:30 うちなーユンTAKA〜 | 18:30 ROKゴールデンナイター （最大延長 22:00） |
| 18 | 45 | 18:30 淳奈6時半から飲むけど!?じゅんにな〜!? | 18:45 わくわくお届け便 | 18:45 今旬!インフォメーション | 18:30 うちなーユンTAKA〜 | 18:30 ROKゴールデンナイター （最大延長 22:00） |
| 18 | 50 | 18:50 こちら西町レコード店 | 18:45 わくわくお届け便 | 18:45 今旬!インフォメーション | 18:30 うちなーユンTAKA〜 | 18:30 ROKゴールデンナイター （最大延長 22:00） |
| 19 | 00 | 19:00 ひーぷー・Kジャージのだーるばー | 19:00 People Wave α | 19:00 TSJのイッツOK! | 19:00 宮沢和史の琉球ソングブック | 18:30 ROKゴールデンナイター （最大延長 22:00） |
| 19 | 30 | 19:00 ひーぷー・Kジャージのだーるばー | 19:00 People Wave α | 19:00 TSJのイッツOK! | 19:30 アキラキラキラ木曜日 | 18:30 ROKゴールデンナイター （最大延長 22:00） |
| 20 | 00 | 20:00 マイヒストリー 還暦ラジオ | 20:00 火曜バラエティー エムスタ喜機一発 | 20:00 センチメンタル歌謡曲 | 20:00 山原麗華の元気なナツメロ（爆笑） | 18:30 ROKゴールデンナイター （最大延長 22:00） |
| 21 | 00 | 21:00 けんちゃんおじさんの45回転、時々33回転 | 20:00 火曜バラエティー エムスタ喜機一発 | 20:00 センチメンタル歌謡曲 | 20:00 山原麗華の元気なナツメロ（爆笑） | 21:00 ミュージックラインナップ |
| 22 | 00 | 22:00 しんちゃんヒロちゃんごきげんラジオ | 22:00 火曜日の夜は歌謡でナイト〜この歌を、あなたに〜 | 22:00 池田卓の新島唄紀行 | 22:00 すぱるそば（大） | 22:00 Watta! Itta! |
| 22 | 30 | 22:30 ROcK魂手箱 | 22:00 火曜日の夜は歌謡でナイト〜この歌を、あなたに〜 | 22:30 OBPのタグれでぃお | 22:30 雄大の夢航路 | 22:30 三山ひろし 演歌の夜明け |
| 22 | 50 | 22:30 ROcK魂手箱 | 22:00 火曜日の夜は歌謡でナイト〜この歌を、あなたに〜 | 22:50 タダノリ!! | 22:30 雄大の夢航路 | 22:30 三山ひろし 演歌の夜明け |
| 23 | 00 | 23:00 今週のライブラリー情報 | 23:00 アナログ専科（栃木放送） | 23:00 ひがけい子の今日んにふぇーでーびる | 23:00 ウルトラソウム | 23:00 大月みやこのいい歌・こんばん話（ラジオ大阪） |
| 23 | 30 | 23:30 志の輔&雷鳥のなんでか?ニッポン（北日本放送） | 23:30 プチ鹿島のラジオ19XX（山梨放送） | 23:30 水森英夫のチップイン歌謡曲（火曜会） | 23:30 酒井泰彦のMUSIC HOUR!（新潟放送） | 23:30 元気印!チータdeマーチ（スバルプランニング） |
| 0  | 00 | 0:00 レコメン!（文化放送） | 0:00 レコメン!（文化放送） | 0:00 レコメン!（文化放送） | 0:00 レコメン!（文化放送） | 0:00 嵐・相葉雅紀のレコメン!アラシリミックス（文化放送） |
| 1  | 00 | 1:00 オールナイトニッポン（ニッポン放送） | 1:00 オールナイトニッポン（ニッポン放送） | 1:00 オールナイトニッポン（ニッポン放送） | 1:00 オールナイトニッポン（ニッポン放送） | 1:00 オールナイトニッポン（ニッポン放送） |
| 2  | 00 | 山田裕貴のオールナイトニッポン | 星野源のオールナイトニッポン | 乃木坂46のオールナイトニッポン | ナインティナインのオールナイトニッポン | 霜降り明星のオールナイトニッポン |
| 3  | 00 | 3:00 オールナイトニッポン0(ZERO)（ニッポン放送） | 3:00 オールナイトニッポン0(ZERO)（ニッポン放送） | 3:00 オールナイトニッポン0(ZERO)（ニッポン放送） | 3:00 オールナイトニッポン0(ZERO)（ニッポン放送） | 3:00 オールナイトニッポン0(ZERO)（ニッポン放送） |
| 4  | 00 | キタニタツヤのオールナイトニッポン0(ZERO) | あののオールナイトニッポン0(ZERO) | 佐久間宣行のオールナイトニッポン0(ZERO) | マヂカルラブリーのオールナイトニッポン0(ZERO) | 三四郎のオールナイトニッポン0(ZERO) |
| 4  | 30 | 4:30 上柳昌彦 あさぼらけ（ニッポン放送） | 4:30 上柳昌彦 あさぼらけ（ニッポン放送） | 4:30 上柳昌彦 あさぼらけ（ニッポン放送） | 4:30 上柳昌彦 あさぼらけ（ニッポン放送） | 三四郎のオールナイトニッポン0(ZERO) |

### 週末
| 時 | 分 | 土曜日                                                                 | 日曜日                                                      |
| -- | -- | ---------------------------------------------------------------------- | ----------------------------------------------------------- |
| 5  | 00 | 5:00 暁で～びる                                                        | 5:00 めーぐの三線十色 まじゅんみ〜くふぁや〜                |
| 6  | 00 | 5:00 暁で～びる                                                        | 6:00 元気スイッチ                                           |
| 6  | 15 | 5:00 暁で～びる                                                        | 6:15 信仰の時間・まことの救い（日本福音宣教会）             |
| 6  | 25 | 5:00 暁で～びる                                                        | 6:25 バプテスト・アワー（沖縄バプテスト連盟）               |
| 6  | 35 | 5:00 暁で～びる                                                        | 6:35 おはよう!ニッポン全国消防団（ニッポン放送）            |
| 6  | 45 | 6:45 世の光 いきいきタイム（太平洋放送協会）                           | 6:45 Buy Now                                                |
| 7  | 00 | 7:00 今旬!インフォメーション                                           | 7:00 思いやり交差点                                         |
| 7  | 15 | 7:15 めざまし歌謡曲                                                    | 7:15 健康百年道場                                           |
| 7  | 25 | 7:25 ラジオショッピング                                                | 7:15 健康百年道場                                           |
| 7  | 30 | 7:25 ラジオショッピング                                                | 7:30 馬ヤロー                                               |
| 7  | 35 | 7:35 健康生活インフォメーション                                        | 7:30 馬ヤロー                                               |
| 7  | 50 | 7:50 録音風物誌（火曜会、1月 - 6月）                                   | 7:30 馬ヤロー                                               |
| 8  | 00 | 8:00 Oyakoらじお ▽8:40 アキナのシマ自慢、イエ自慢                      | 8:00 恋はななえやえ                                         |
| 8  | 15 | 8:00 Oyakoらじお ▽8:40 アキナのシマ自慢、イエ自慢                      | 8:15 納得!お得!ラジオショッピング                           |
| 8  | 30 | 8:00 Oyakoらじお ▽8:40 アキナのシマ自慢、イエ自慢                      | 8:30 伊藤嘉子の美しい贈り物                                 |
| 8  | 45 | 8:00 Oyakoらじお ▽8:40 アキナのシマ自慢、イエ自慢                      | 8:45 まいどあり～。                                         |
| 9  | 00 | 8:00 Oyakoらじお ▽8:40 アキナのシマ自慢、イエ自慢                      | 9:00 赤瓦ちょ～びんのぐぶり～さびら                         |
| 9  | 30 | 8:00 Oyakoらじお ▽8:40 アキナのシマ自慢、イエ自慢                      | 9:30 健康とっておき!                                        |
| 9  | 45 | 8:00 Oyakoらじお ▽8:40 アキナのシマ自慢、イエ自慢                      | 9:45 ROK GO GO アーティスト                                 |
| 9  | 50 | 8:00 Oyakoらじお ▽8:40 アキナのシマ自慢、イエ自慢                      | 9:50 週刊 なるほど!ニッポン（ニッポン放送）                 |
| 10 | 00 | 8:00 Oyakoらじお ▽8:40 アキナのシマ自慢、イエ自慢                      | 10:00 ちょこにゅ〜 ▽10:10 健康生活インフォメーション        |
| 10 | 30 | 10:30 10分インフォメーション                                           | 10:00 ちょこにゅ〜 ▽10:10 健康生活インフォメーション        |
| 10 | 40 | 10:40 HOT SPICE!!                                                      | 10:00 ちょこにゅ〜 ▽10:10 健康生活インフォメーション        |
| 10 | 55 | 10:55 快適生活ラジオショッピング                                       | 10:00 ちょこにゅ〜 ▽10:10 健康生活インフォメーション        |
| 11 | 00 | 11:00 アイモコの音楽農園                                               | 11:00 ノーブレーキのいちゃりばー！                          |
| 11 | 30 | 11:00 アイモコの音楽農園                                               | 11:30 奄美観光情報・いもりんしょーれ奄美                    |
| 11 | 40 | 11:00 アイモコの音楽農園                                               | 11:40 耳より健康便り                                        |
| 11 | 55 | 11:00 アイモコの音楽農園                                               | 11:55 快適生活ラジオショッピング                            |
| 12 | 00 | 12:00 音楽しょうけーす                                                 | 12:00 ニュース・天気予報                                    |
| 12 | 10 | 12:00 音楽しょうけーす                                                 | 12:10 NANBUアワー                                           |
| 12 | 45 | 12:45 Buy Now                                                          | 12:10 NANBUアワー                                           |
| 13 | 00 | 13:00 サンドウィッチマン ザ・ラジオショーサタデー（ニッポン放送）      | 13:00 おひがらサンデー 月下笑人                             |
| 14 | 00 | 13:00 サンドウィッチマン ザ・ラジオショーサタデー（ニッポン放送）      | 13:00 おひがらサンデー 月下笑人                             |
| 15 | 00 | 15:00 good day                                                         | 13:00 おひがらサンデー 月下笑人                             |
| 15 | 15 | 15:15 健康とっておき!                                                  | 13:00 おひがらサンデー 月下笑人                             |
| 15 | 30 | 15:30 旬!SHUN!ピックアップ                                             | 15:30 ハイサイ!ヤマトde沖縄タイム～志ぃさーとシンカヌチャー |
| 15 | 45 | 15:45 わくわくお届け便                                                 | 15:30 ハイサイ!ヤマトde沖縄タイム～志ぃさーとシンカヌチャー |
| 16 | 00 | 16:00 Good Radio ぐーだじょー                                          | 16:00 作家上等!                                             |
| 16 | 30 | 16:30 残波プレミアムプレゼンツ 麻子邸へようこそ                        | 16:30 沖縄羅針盤～レキオスラウンジ～                        |
| 17 | 00 | 17:00 THL CafeBar                                                      | 17:00 今旬!インフォメーション                               |
| 17 | 15 | 17:00 THL CafeBar                                                      | 17:15 銀シャリのおむすびラジオ                              |
| 17 | 30 | 17:30 まいどあり〜                                                     | 17:30 ROK GO GO アーティスト                                |
| 17 | 35 | 17:30 まいどあり〜                                                     | 17:35 小倉・IMALUの○○玉手箱                                 |
| 17 | 45 | 17:45 はやしべさとし〜叙情歌を道づれに〜                               | 17:35 小倉・IMALUの○○玉手箱                                 |
| 17 | 50 | 17:45 はやしべさとし〜叙情歌を道づれに〜                               | 17:50 ニュース・天気予報                                    |
| 18 | 00 | 18:00 ニュース・天気予報                                               | 18:00 山川典二のJAZZ LIFE                                   |
| 18 | 10 | 18:10 こゆきの小粋にリスキリング♡                                      | 18:00 山川典二のJAZZ LIFE                                   |
| 18 | 15 | 18:25 ROK GOGOアーティスト                                             | 18:00 山川典二のJAZZ LIFE                                   |
| 18 | 30 | 18:30 KEN＆SHOGO チルタイムオキナワ                                    | 18:30 ワールド・ウチナーンチュ                              |
| 19 | 00 | 19:00 前田すえこのミュージックCafe                                     | 19:00 We love Yuming II                                     |
| 20 | 00 | 19:00 前田すえこのミュージックCafe                                     | 20:00 民謡の花束                                            |
| 21 | 00 | 21:00 アニメ魂のラジオ アニ魂                                          | 21:00 演歌の花舞台 人生歌あり                               |
| 22 | 00 | 22:00 暇レボリューション                                               | 22:00 櫻坂46 こちら有楽町星空放送局（ニッポン放送）         |
| 22 | 30 | 22:00 暇レボリューション                                               | 22:30 HoRookiesのゆんたくラジオ                             |
| 23 | 00 | 23:00 MUSIC GARDEN                                                     | 23:00 ナシルとリョーサのアパラジ                            |
| 23 | 30 | 23:30 SixTONESのオールナイトニッポンサタデースペシャル（ニッポン放送） | 23:30 にちようびのグルーヴ                                  |
| 0  | 00 | 23:30 SixTONESのオールナイトニッポンサタデースペシャル（ニッポン放送） | 0:00 ROK技術倶楽部                                          |
| 0  | 30 | 23:30 SixTONESのオールナイトニッポンサタデースペシャル（ニッポン放送） | （0:30 - 5:00 放送休止）                                    |
| 1  | 00 | 1:00 オードリーのオールナイトニッポン（ニッポン放送）                  | （0:30 - 5:00 放送休止）                                    |
| 2  | 00 | 1:00 オードリーのオールナイトニッポン（ニッポン放送）                  | （0:30 - 5:00 放送休止）                                    |
| 3  | 00 | （3:00 - 5:00 放送休止）                                               | （0:30 - 5:00 放送休止）                                    |
| 4  | 00 | （3:00 - 5:00 放送休止）                                               | （0:30 - 5:00 放送休止）                                    |

### ナイター期の番組
- ROKゴールデンナイター（金曜 18:30 - 21:00、最大延長22:00）
  - ミュージックラインナップ（金曜 21:00 - 22:00、上記ナイター中継延長時は短縮もしくは休止の場合あり）

### ナイターオフの番組
- キングスコートサイドライブ（プロバスケットボール・琉球ゴールデンキングスのホームゲーム生中継、放送時は通常番組の移動・休止が行われる）
  - 当初、「KINGS COURTSIDE LIVE」の番組名で実況は宮田隆太郎が担当。宮田がアナウンサー職を離れて以後は中継が中断、通常番組中にレポートを挿入する形としていたが、2022-23シーズンより現番組名で、水曜日のホームゲームを杉原愛の実況により中継を再開、2024-25 途中から杉原愛が産休のため、実況は小橋川響に代わった[注 19]。

### 特別番組
- ラジオ・チャリティー・ミュージックソン（毎年12月24日 12:00 - 12月25日 12:00）
- はばたけ沖縄（毎年12月31日 - 1月1日にかけて放送。放送時間は年により異なる）
- 東京箱根間往復大学駅伝競走実況中継（文化放送制作全国31局ネット、毎年1月2日・3日 9:00 - 14:00）
- おきなわマラソン実況中継（おきなわマラソン開催日 8:45 - 11:55）
- ラジオ沖縄 台風情報（台風接近時、放送休止時間を取りやめて放送。2021年3月28日深夜までは連日休止時間があったため適宜放送であったが、3月29日深夜より平日は終夜放送を開始したため、土・日に限られる）

## 過去に放送された番組
平日朝
- おはよう!ちゃーがんじゅう
- 朝はさわやか 工藤幸男のおはようおきなわ（1980年 - 1988年4月29日）
- ROKステーション いきいきワイド
- フレッシュモーニング（1991年10月21日 - 2012年9月28日）

平日昼前
- ファミリーサロン780→ファミリーサロン783
- レディースダイヤル 屋良悦子のいきいきトゥデイ
- SUNサン広場（? - 2003年3月）
- まことにいい朝!（2003年3月31日 - 2007年9月28日）
- Yummy!うわさのキッチン（2007年10月1日 - 2014年3月28日）
- ピンと!Style（2014年3月31日 - 2015年9月25日）
- カラフル☆（2015年9月28日 - 2018年9月28日）
- BALLOON バルーン（2018年10月1日 - 2022年12月30日）

平日昼過ぎ
- ランチタイムダイヤル783
- 西町1丁目ベイエリア放送局
- チャットステーション（1998年 - 2002年）
- チャットステーションL（2002年4月 - 2017年12月）
- グートゥーミートゥー（2018年1月1日 - 2020年9月25日）
- ティータイム テレフォンリクエスト

平日夕方
- ラジオロータリー あの町この村（? - 2002年3月）
- こちら西町ラジオ村（2002年4月 - 2009年10月2日）
- イブニングワイドMIX（2009年10月 - 2014年3月）
- Island Today!（? - 2017年12月）
- お天気ミュージカル（? - 2017年12月）

平日夜（ナイターオフ）
- 夕焼けハイウェイ
- 民謡ナマナマステーション
- なつメロリクエスト 電話で今晩ワ!
- あなたにラジオ・ミュージック・ポート783
- 夕焼けアングル864（-2009年3月、ナイターオフのみ）

平日夜
- シャープと共に（1964年 - 2005年3月26日）
- Rday's へのへのうしし（1994年4月 - 2001年3月）
- What a（わったー） ラジオ（ - 2014年3月）
- ぶっちぎりトゥナイト（1982年 - 1985年）
- 民謡ジョッキーふるさとは唄う
- YOU MEの観覧車
- LOVE えっくすあーる（2007年10月1日 - 2008年3月28日）
- 琉球トラウマナイト かんこどりのなく夜（ - 2023年4月）

平日深夜
- 歌う夜間飛行 PART2
- ひょっとこバンバン

土曜日
- レディースダイヤル 金城宏安のお楽しみサタディ
- ジャズナイト（1997年12月6日 - 1998年4月4日）
- 前田すえこのいいことありそうウィークエンド（1989年4月7日 - 2008年3月29日）
- ポチギ僕と私のわらべうた
- オールヤングリクエスト
- 土曜の夜はスケールアウト〜ナイト・オブ・ザ・スピリチュアル
- 尚学院チャレンジアワー
- 愛のぞっこん!うちなーアスリート☆☆（プラスウルトラ）
- ROK皿回しアワー てるてるソーレ

日曜日
- サンデー島唄でーびる（2009年4月5日 - 2012年5月27日）
- ROKラジオ評論
- 南部アワー
- 大嶺正廣のふるさとさん今日は（1994年 - 2007年2月25日）
- 日曜横丁ぼのぼのサンデー
- 気まぐれワイド サンデーミュージックバラエティ（1980年代前半）
- テレフォンスコープ
- 民謡ナマナマテレフォン
- 奈名子のドリームコール
- ティーチャー愛の西町にちよう学園→ティーチャー響の西町にちよう学園
- サービスサンデー（ - 2019年3月）
- うめ子51%→うめ子58%
- ナシルとよ〜ざ〜の島んちゅヂカラ

その他
- ふるさとめぐり100万人の民謡のど自慢
- トヨタで行こう ミュージックドライブ
- 歌の巡航船
- Jazz About Mid-night
- ラジオは最高 西山さとこのネット大作戦
- 茂のとにかくNo1
- 康忠名作劇場
- 楠憲話のスモーキングルーム
- ワンタッチ歌謡リクエスト
- ふるさともう一度劇場
- ラジ友!Young~バージョン
- Saterday Super Station
- 平良とみの沖縄タイム〜なんくるないさ〜（2006年6月 - 2007年3月）
- ROKナイトファンタジー（? - 2007年9月）
- 三和交通あの日あの時思い出の歌
- 夏目ナナのレインボーナイト（2007年11月 - 2008年3月）
- プリンとひでぢのトドメの一発
- We love ユーミン
- 阿部敏郎の青春ど真ん中!
- ぷろすぱ
- J-POP ベスト10（ - 2009年3月）
- ROCKS POP10（ - 2009年3月）
- yamako マイスィートメロディ（ - 2012年3月）
- やまとかっぱのゆんたくミュージック（ - 2012年3月）
- 宮田隆太郎のMy Friend Forever（ - 2012年3月）
- エンジョイSunday（ - 2012年3月）
- ミュージュークボックス
- 乗るだけセットでGo!
- Chim gukuru Social Club
- フィルマチグヮーソレイユ
- 七色音色
- pop!pop!（ - 2016年?）
- Do-Yo（2013年10月 - 2016年3月）
- 山本彩香の鶴は千年亀は満腹（- 2016年3月）
- 与那原ジンの夜話（ - 2017年2月）
- 懐メロゆさんりぃ〜（ - 2017年3月）
- イブニングハンター
- SUSUの言わせてもらうわ
- アートパレット
- ハイスナック 結
- メンどくセーヤつら
- いつかのラジオDAYS
- ホーメルでこんにちは（ - 2018年6月 ティーサージ・パラダイス内包番組）
- いわゆるバンー岩井がゆるっとしゃべる番組（2016年10月 - 2017年3月、2017年10月 - 2018年3月）
- 芸大OB会の夜はこれから
- クーペ＆Shifoの人生まだまだこれからじゃん!
- 南城ゆりの演歌民謡なつメロトーク
- 那覇市民の時間（ - 2016年3月、晩年は当局とRBCiラジオで半年毎に交代で放送し、毎年10月から翌年3月は当局で、4月から9月はRBCiラジオで放送）
- yaikoの「素」（2017年10月 - 2018年9月）
- IKKOのこれって開運!?（2018年4月 - 9月）
- The Melody Maker #メロメカ（ - 2018年9月）
- リラックス・リリックス（ - 2018年9月）
- 牛ラジ（仮）（ - 2018年12月）
- なつメロナイト（ - 2020年4月）
- It's 琉球 time
- ひとしーの唄ぬちゃうき
- ダーティービューティーのぬーそーが?
- Lady-Radio
- ハイサイ!藤木勇人のヤマトde沖縄タイム
- 日本の歌 フォレスタの推し番
- タマアゲ。
- タマアゲSUNDAY
- ザ★新唄大賞
- メジャーエンカー（ - 2023年6月）
- 金秀グループプレゼンツ ヒーデルヒューマン
- 沖国大ラジオ講座〜万国津梁を目指して〜
- 松尾陽介の人間交差点

## アナウンサー

### 在職者
男性
- 小磯誠（1986年入社。取締役制作報道局長兼任）
- 小橋川響（2008年入社）
- 吉田鉄太郎（2025年1月入社）

女性
- 金城奈々絵（2009年入社。制作報道局報道部部長待遇）
- 杉原愛（2014年入社、2025年2月から産休中）
- 竹中知華（2017年入社）
- 當銘真喜子（2019年入社、アナウンサーとしては2021年から）
- 新垣リエ（2002年 - 2012年、2023年1月から復帰）

### 過去に在籍したアナウンサー（退職・異動）
男性
- 田場照雄（1960年の開局と同時に入社した初代アナウンサー）
- 前原信一（1972年 - 1973年。沖縄テレビへ移籍し、『ワールド・ウチナーンチュ』を担当）
- 金城宏安
- 宮平良紀
- 工藤幸男
- 大竹祐司
- 棚原勝也（2001年まで在籍。移籍先の琉球朝日放送でもアナウンサーを務めた後、同局の編成部長に就任）
- 宮田隆太郎（2002年 - 2020年。執行役員総務局長）
- 久高成矢（2014年 - 2024年。元福井テレビアナウンサー。営業部兼任[36]、退社後にはフリーに転身）

女性
- 伊良皆善子（フリーに転じ、いらみなぜんこ名義で『童謡ものがたり』などを担当）
- 前田すえ子（フリーに転じ、前田すえこ名義で『まいたの』内コーナー『こだわり健康ジョッキー』などを担当）
- 菊地志乃（1993年 - 2002年。退社後にはフリーに転身、琉球放送を中心に活動。2012年度と2018年度に限り、同局の契約アナウンサーを務めていた）
- 島袋幸子
- 屋良悦子
- 米吉奈名子
- 伊波紗友里（2011年 - 2013年。退社後、TBSニュースバードと琉球朝日放送のアナウンサーを経てフリーに転身）
- 小橋川結子（2013年 - 2022年。元NHK沖縄放送局契約キャスター）

## アナウンサー以外の所属契約者
- H2O華華（午後のワイド番組『華華天国』のユニット）

## 放送・編成の特徴
社是として「ローカルに徹せよ」が挙げられる。そのため、同じ沖縄をサービスエリアとする琉球放送やエフエム沖縄以上にスポンサード付き自社制作で占められており、他社制作の番組は指折り数える程度にまで抑えられている。その流れから、『民謡の花束』（1960年7月18日開始）、『方言ニュース』（1960年9月12日開始）のように長寿番組となっているものもある。帯番組で最も歴史を持つのは『暁で〜びる』（1986年4月7日開始）である。
長年終夜放送が行われていない放送局であったが、2021年3月29日より平日の終夜放送を開始。日曜（土曜深夜）3:00 - 5:00および月曜（日曜深夜）0:30 - 5:00は放送を休止する。
放送休止の曜日にかかる場合でも、12月24日 - 25日に放送の『ラジオ・チャリティー・ミュージックソン』、大晦日から元日にかけて放送する特別番組『はばたけ沖縄』のほか、自然災害発生時に放送のローカルの特別番組 を行う時に限っては24時間放送となる。
終夜放送開始前では一時期、火曜 - 日曜の3:00 - 4:00に三和交通がスポンサーについていた音楽番組が放送され、放送休止時間が4:00 - 5:00という時期もあった。
また2005年11月4日放送の『オールナイトニッポンR』はラジオ沖縄の番組『ミヤギマモルと信ちゃんのぐーだじょ〜』のパーソナリティを務めている津波信一がパーソナリティだったために、放送したというケースがある。
放送開始時の音楽はROKのオリジナル録音で琉球箏曲保存会の演奏による「六段」。放送終了時の音楽はオリジナル録音でピアノ、ビブラフォン、横笛、フルート、鉄琴の合奏による「（竹富島の）安里屋節」のアレンジ曲。琉球王朝から派遣された役人の求婚を断った竹富島の女・安里屋クヤマの物語を歌ったものであり、琉球王朝に対する抵抗意識を含む曲として知られている。開局以来続いているもので、ナレーションのみ随時更新される。現在のナレーションは、開始・終了とも杉原愛（以前は金城奈々絵）アナウンサー。なお、月曜と日曜の放送開始の時刻読み上げ（5:00）も担当している。2021年3月29日以後は開始音楽は月曜・日曜の5:00、終了音楽は日曜 3:00（土曜 27:00）と月曜 0:30（日曜 24:30）のみの放送となり、それ以外の曜日は起点時間は局名IDジングルのみが流れる。
正時跨ぎ番組でなく、かつ時報広告もない場合（主に深夜や土日)は「（毎正）時をお知らせします。JOXR」のアナウンスが流れ時報となる。全国で数少ない定時コールサインアナウンスを心掛けている局 である（他局は1990年代の無線局運用規則の改定によりコールサインはアナウンスしなくなった所が多い）。現在の定時コールサインアナウンス（月曜・日曜の5:00を除く）と番組前の時刻読み上げ（「○時○○分です。」）は金城奈々絵アナウンサー。
NRN系列の番組であっても、0:00 - 5:00の深夜放送以外は、スポンサードネットなど最低限の番組（ほぼ全局ネット）しかネットされず、夜間帯や土日もローカル番組を多数持つ局である。
NRN系列外や外部制作番組について、JRN系列局やRFラジオ日本の各制作番組に関してはあまり放送されない。特にTBSラジオ制作JRN系列局ネット番組はROKには全く流れずそのほとんどをRBCiラジオが押さえている。JRN系列局ながら一部NRN系列局の番組も相当数放送しているRBCiラジオとは対照的である（ただし、TBSラジオで外部制作や権利切れとなった番組や、JRN系列局・JFN系列局のキー局を含む各局ならびに短波局のラジオNIKKEIが幹事局として制作に関与した民放連加盟全局ネット（AM全47局のみもしくはFM・短波を含めた全99局のいずれか）の番組は放送することがある）。1990年にRBCから移管した『ラジオはアメリカン』はTBSラジオをはじめとする大半のJRN系列でも放送したが、外部プロダクションの株式会社PRP（ナムコ創業者の親族が経営する企業）が制作した番組販売のためJRN系列対象外番組だった。一方、JRN系列以外ではコミュニティFM局渋谷のラジオ制作全国ネット『福山雅治と荘口彰久の「地底人ラジオ」』を放送しているほか、系列を問わない外部制作番組も相当数持っている。
また、多くの大都市エリアで行われている聴取率調査週間（レーティング）の特別編成においても、沖縄県内の他のラジオ局（RBCiラジオ・FM沖縄）共々行われていない。このため、調査期間中（通常6月と12月に実施）であっても通常編成で放送を続けている。

### ID
- 「ラララ ラジオ沖縄」
- 「AM864 ララジオ沖縄」
- 「ROK AM864（2回） FM93.1(2回) ラジオ沖縄」
- 「AM864 FM93.1 Hello Car Station ラジオ沖縄」

## ラジオカー・中継車
- ラジオカー1号
  - トヨタ・カローラが使用されている。色はブルー。
- ラジオカー2号
  - 日産・セレナが使用されている。

ラジオカーレポーター（2020年7月現在）
『バルーン』『グートゥーミートゥー』
- 月曜日：保良光美
- 火曜日：久高妃南子
- 水曜日：照屋幸矢
- 木曜日：佐久本真彩
- 金曜日：前堂ニイナ

『ユーグラデーションタイム チョイス!!』火曜第2部
- 久高妃南子

『アイモコの音楽農園』
- 金城ゆめの

過去のラジオカーレポーター
- 玉城愛
- 前仲美由紀
- 高江洲牧子
- 益田優美香
- 与那嶺優花
- 與那嶺望
- 櫻井真理（現・くだかまり）
- 渡久地明奈
- 田仲メリアン
- 川満アンリ
- 城間有沙
- 國仲結
- 上原脩平
- 長嶺花菜
- 山田美南海
- 比嘉沙也花
- 喜舎場梨予
- 阿波根あずさ
- 東由希惠
- 伊禮里美
- 前徳比嘉優
- しんとすけ

## 社史・記念誌
- ラジオ沖縄35年の歩み編集委員会 編『「ローカルに徹せよ」 : ラジオ沖縄35年の歩み』ラジオ沖縄、1995年。 NCID BN13292425。全国書誌番号:96026368。
- ラジオ沖縄 編『ラ・ラ・ラ、ラジオ沖縄ローカルに徹せよ : ラジオ沖縄開局50周年記念』ボーダーインク、2010年。ISBN 9784899821861。 NCID BB04007024。全国書誌番号:21821438。